# Anna Bühler (Leichtathletin)
Anna Bühler (* 3. Juni 1997 in Öhringen, Baden-Württemberg) ist eine deutsche Leichtathletin, die sich auf den Weitsprung spezialisiert hat. Ihr bisher größter sportlicher Erfolg ist Bronze bei der Sommer-Universiade 2017 in Taipeh.

## Berufsweg
Anna Bühler besuchte das Ganztagsgymnasium in Osterburken und machte dort 2015 ihr Abitur. In dem Alter hatte sie noch den Berufswunsch Polizistin zu werden, bei der Landespolizei. Schließlich wurde sie Sportsoldatin und studiert an der PH Ludwigsburg auf Lehramt.

## Sportliche Laufbahn
Schon 2008 war Anna Bühler bei der Unterländer LG aktiv.
2010 wurde sie in der W13-Klasse im Mehrkampf Kreismeisterin mit 2048 Punkten, womit Bühler einen Frankenrekord aufstellte, der erst im Mai 2017 überboten wurde.
2014 holte sich Bühler den Baden-Württembergischen U20-Landesmeistertitel mit einer Weite von 6,06 m und sprang damit 10 cm weiter als die deutsche Siegerin in der Erwachsenenklasse. Bei ihrem ersten Auftritt auf der Weltbühne bei den U20-Weltmeisterschaften in Eugene, schied sie in der Qualifikation aus. Bei den Jugendmeisterschaften wurde Bühler Deutsche U18-Vizemeisterin.
2015 kam Bühler bei den Jugendhallenmeisterschaften auf den 4. Platz und holte sich den 3. Platz bei den Deutschen U20-Meisterschaften. International wurde sie mit persönlicher Bestleistung von 6,55 m in Eskilstuna U20-Vizeeuropameisterin.
2016 durfte sich Bühler Deutsche U20-Meisterin nennen und kam bei ihrem zweiten Auftritt auf der Weltbühne in Bydgoszcz bei den U20-Weltmeisterschaften auf den 6. Platz.
2017 errang sie zwei Vizemeistertitel, national den der Deutschen U23-Vizemeisterin und international in Bydgoszcz den der U23-Vizeeuropameisterin. Bei der Sommer-Universiade in Taipeh schaffte es Bühler auf den 3. Platz.
2018 verpasste Bühler wegen Oberschenkelproblemen die Hallensaison und den Einstieg in die Freiluftsaison.
Bühler gehört zum Perspektivkader des Deutschen Leichtathletik-Verbandes (DLV) und war zuvor im B-Kader.

## Vereinszugehörigkeiten
Anna Bühler startet seit 2018 für den VfB Stuttgart und war seit ihrer Kindheit bei der Unterländer LG, Stammverein TG Forchtenberg.

## Bestleistungen
(Stand: 14. April 2018)
Halle
6,09 m, 15. Februar 2015, Neubrandenburg
Freiluft
6,55 m (+1,4 m/s), 27. Mai 2017, Weinheim

6,55 m (+3,0 m/s), 19. Juli 2015, Eskilstuna

6,62 m (+3,4 m/s), 15. Juli 2017, Bydgoszcz

## Erfolge
national
- 2015: 3. Platz Deutsche U20-Meisterschaften
- 2016: Deutsche U20-Meisterin
- 2017: U23-Vizemeisterin

international
- 2014: 14. Platz U20-Weltmeisterschaften
- 2015: U20-Vizeeuropameisterin
- 2016: 6. Platz U20-Weltmeisterschaften
- 2017: U23-Vizeeuropameisterin
- 2017: 3. Platz Sommer-Universiade